# Monastère de Koroglaš
Le monastère de Koroglaš (en serbe cyrillique : Манастир Короглаш), en roumain Mănăstirea Coroglaşi; en serbe latin : Manastir Koroglaš) est un monastère orthodoxe serbe situé à Miloševo, dans le district de Bor et dans la municipalité de Negotin en Serbie. Une légende locale a attribué à Mircea cel Bătrân (Valachie) la construction de du monastère à la suite de la bataille de Rovine contre les Turcs in 1395. Mircea a consacré le monastère aux chrétiens et au prince Marko tues dans la bataille. Il est inscrit sur la liste des monuments culturels de grande importance de la république de Serbie (identifiant no SK 215).
Le monastère est aujourd'hui en ruines ; son église est dédiée à l'Ascension.

## Présentation
Le monastère est situé dans l'est de la Serbie, à 6 km au nord-ouest de Negotin. Ni la date de sa fondation ni le nom de son fondateur ne sont connus.
L'église est constituée d'une nef unique prolongée par une abside polygonale.

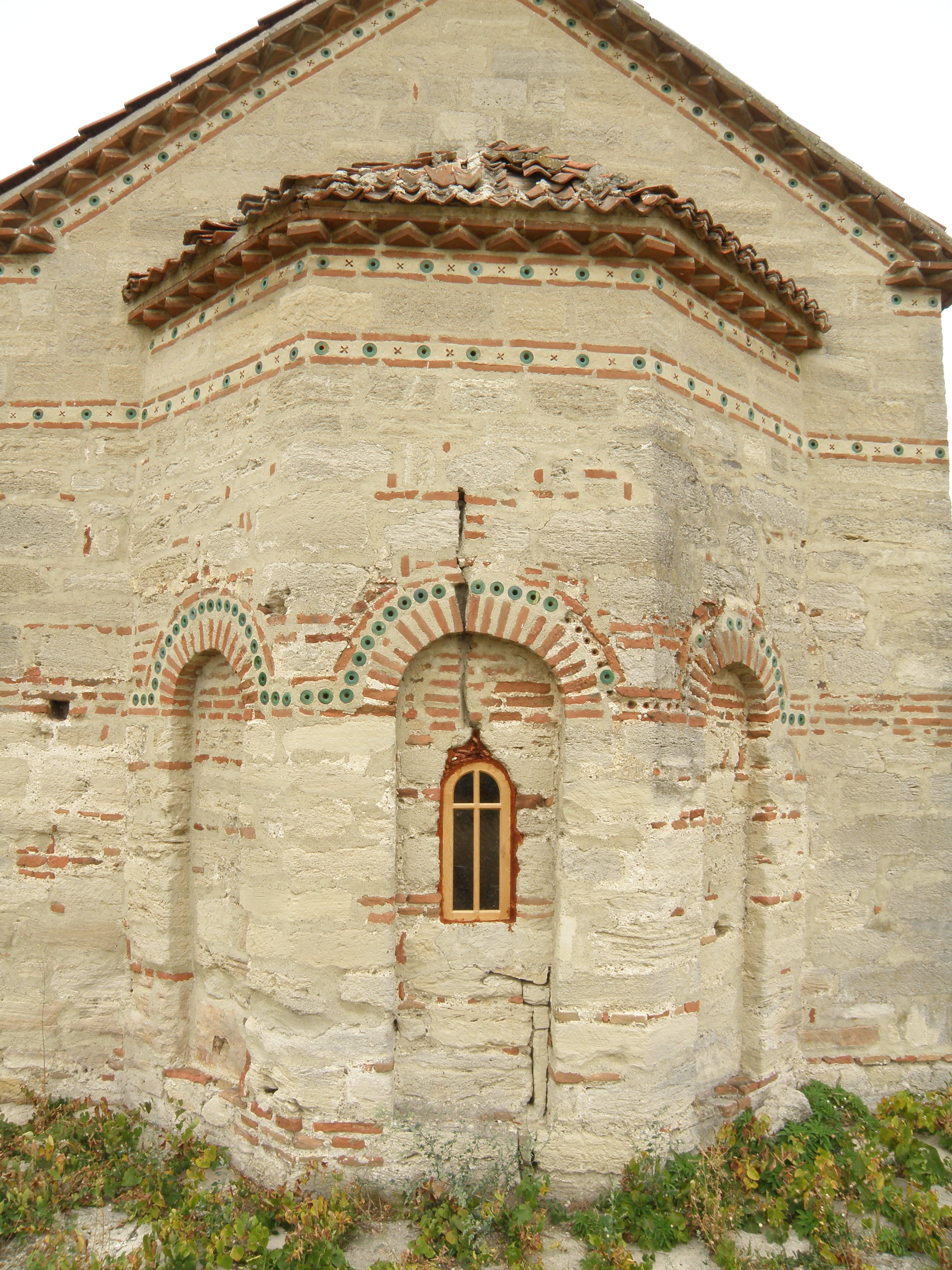
Détail du chevet de l'église

Les façades nord et sud sont rythmées par des niches peu profondes qui se terminent par des arcs en plein cintre.

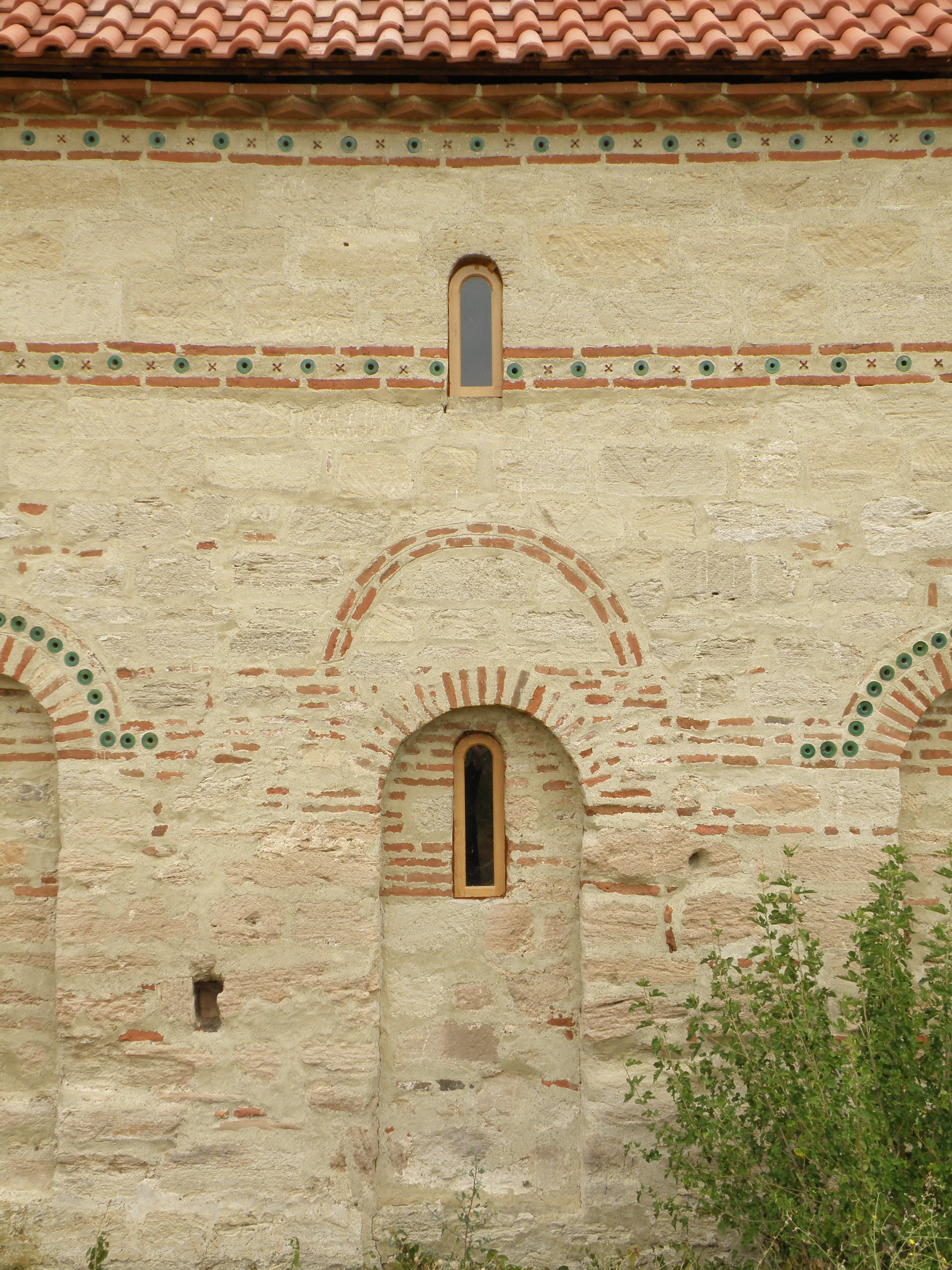
Détail d'une façade

L'église, bâtie en pierre, est décorée d'éléments circulaires en céramique. Par son style, elle fait partie des édifices modestes relevant de l'école moravienne.

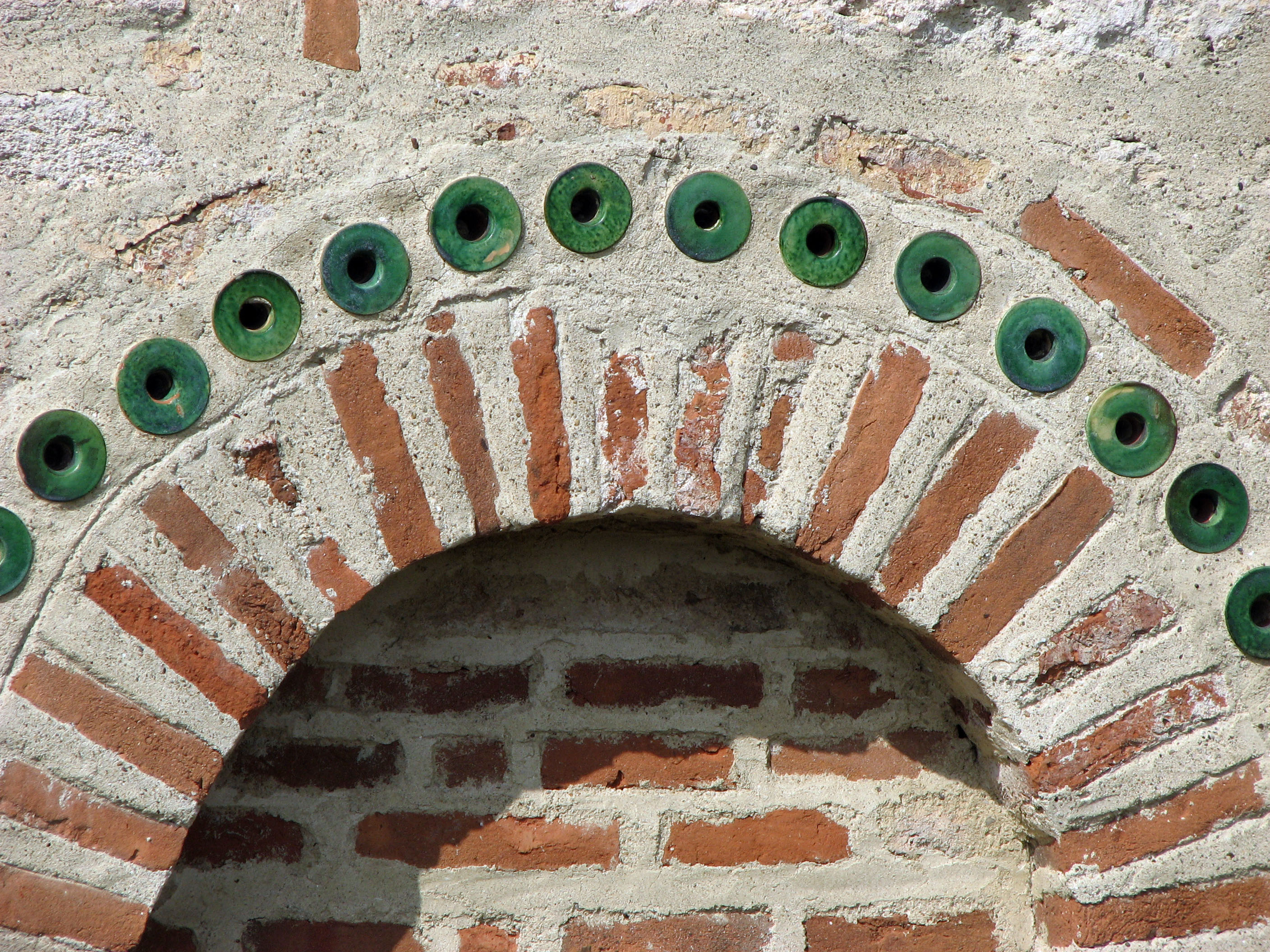
Détail de la décoration extérieure

L'église abrite des fragments de fresques en très mauvais état.
L'église est entourée d'une nécropole médiévale où des fouilles archéologiques ont permis de mettre au jour des objets précieux.

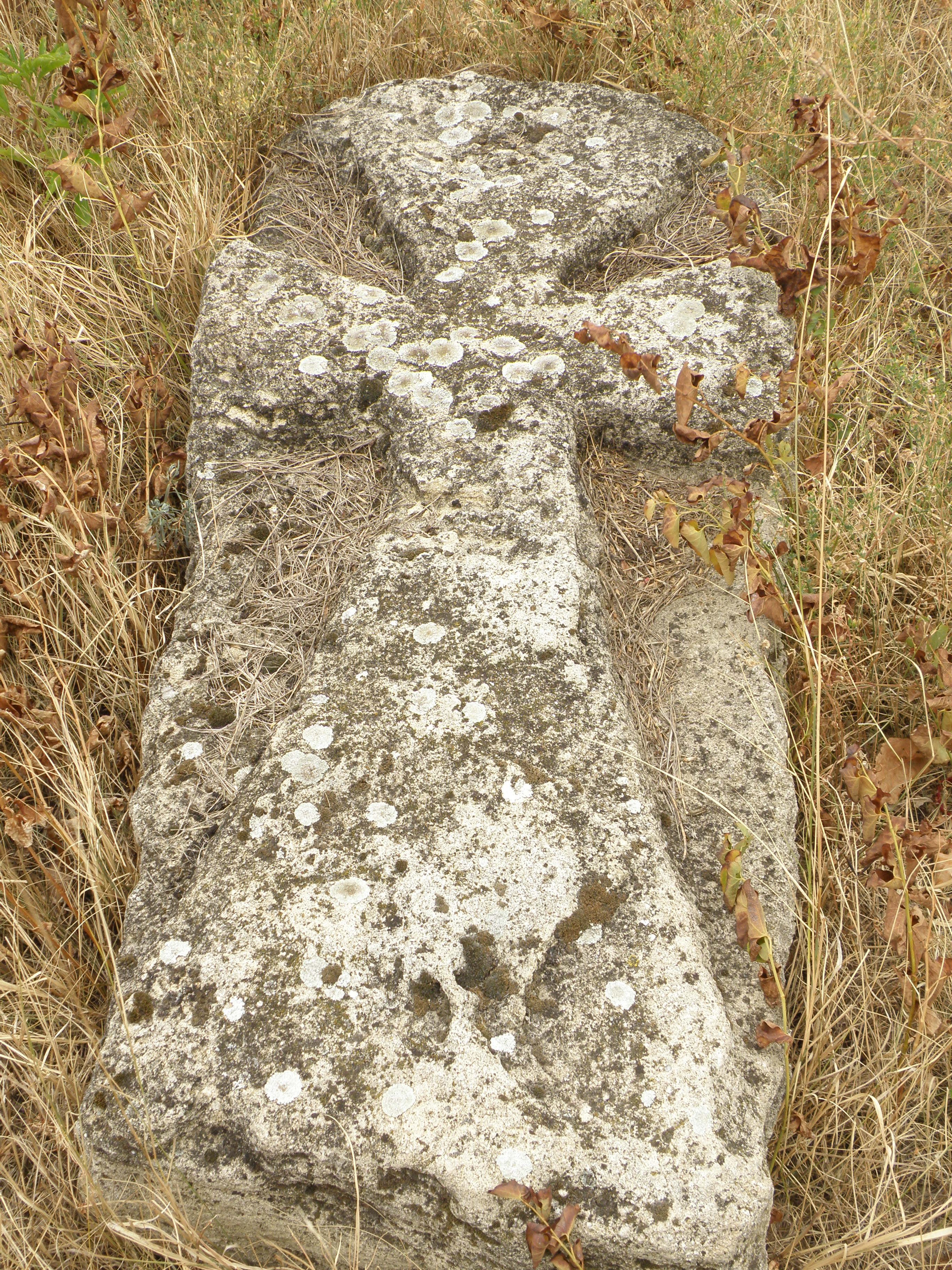
Une tombe de la nécropole près de l'église